# Ayllón
Ayllón es un municipio y villa española situada al nordeste de la provincia de Segovia, en la comunidad autónoma de Castilla y León. El término municipal, que además de Ayllón incluye los núcleos de Estebanvela, Francos, Grado del Pico, Saldaña de Ayllón, Santa María de Riaza, Santibáñez de Ayllón y Valvieja, tiene una población de 1105 habitantes (INE 2024).

## Geografía

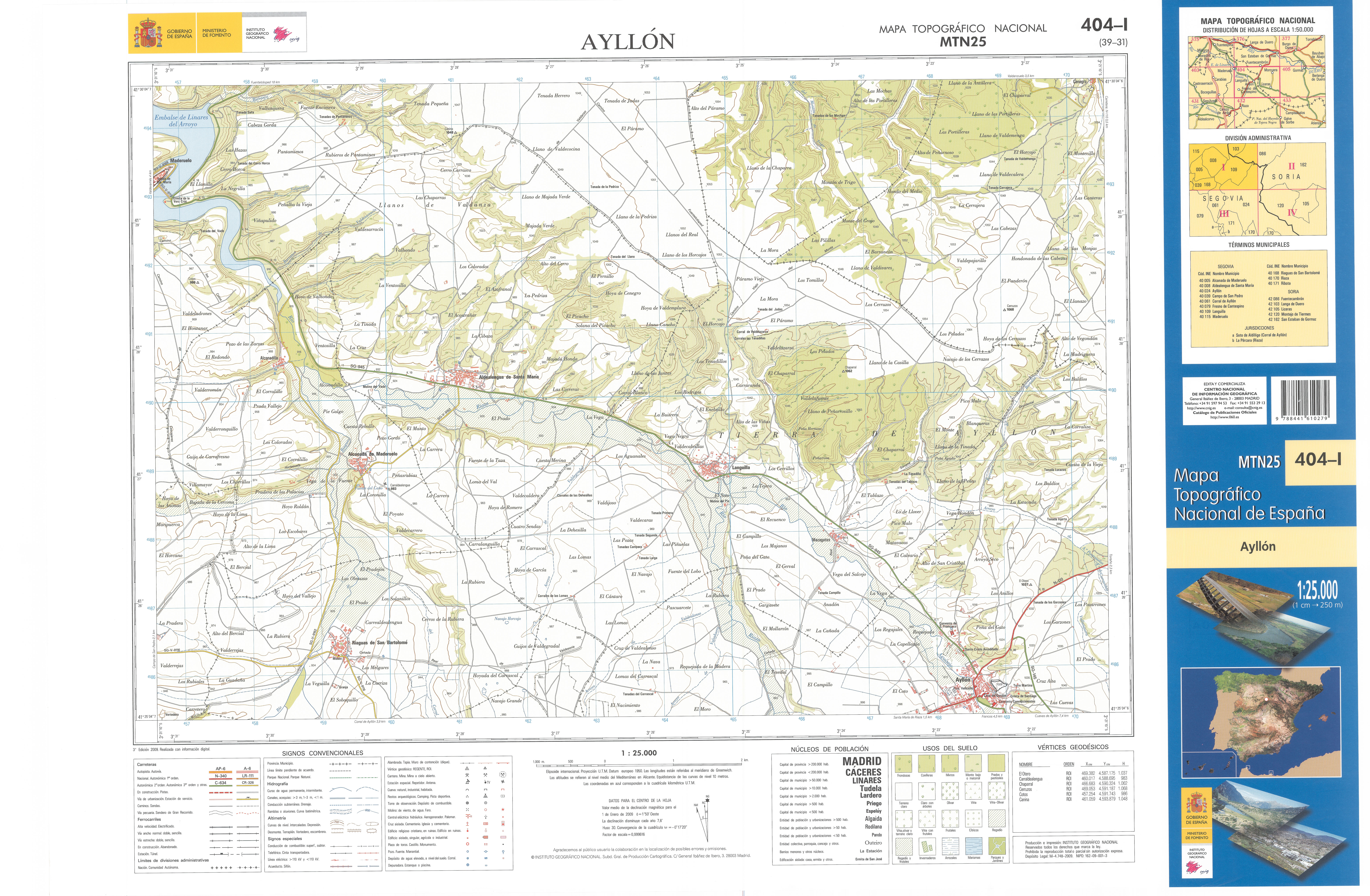
Fragmento de la hoja 404 del Mapa Topográfico Nacional de España de 2009 en el que se representa parte de Ayllón

La villa de Ayllón se encuentra en la parte nordeste de la provincia de Segovia, cerca de las provincias de Guadalajara y Soria con las que linda el municipio. El municipio está integrado en la antigua Comunidad de Villa y Tierra de Ayllón, situándose a 93 km de la capital provincial. El término municipal está atravesado por la carretera N-110 entre los pK 91 y 105, además de por las carreteras provinciales SG-145, que permite la comunicación con Campisábalos, y SG-945, que se dirige hacia Aranda de Duero.
El relieve del municipio incluye la sierra de Ayllón al sur y la sierra de Grado de Pela al sureste, integradas en el Sistema Central, y la elevada llanura de transición hacia el valle del Duero al norte. Por el territorio discurren los ríos Aguisejo y Riaza. La altitud del municipio oscila entre los 1670 m (pico Torrecilla), al suroeste, en plena Sierra de Ayllón, y los 950 m a orillas del río Riaza. La villa se alza a 976 m sobre el nivel del mar.
| Noroeste: Languilla                | Norte: Languilla y Fuentecambrón (Soria)        | Noreste: San Esteban de Gormaz (Soria) |
| Oeste: Corral de Ayllón y Ribota   |                                                 | Este: Montejo de Tiermes (Soria)       |
| Suroeste: Ribota y Riaza (exclave) | Sur: Riaza (exclave) y Cantalojas (Guadalajara) | Sureste: Cantalojas (Guadalajara)      |

### Parajes
Tiene espacios naturales a pocos kilómetros, como pueden ser la sierra de Ayllón, el parque natural de la Tejera Negra, además se puede visitar el hayedo de Montejo, las hoces del río Riaza y su reserva de buitres, el parque natural de las Hoces del Río Duratón y en la provincia de Soria, el parque natural del Cañón del Río Lobos.
- La Martina, en lo alto de la villa.
- Yacimiento de La Cueva de la Peña, descubierto en 1992 en la zona de Estebanvela.

## Historia
Ayllón es probablemente de fundación arévaca. Fue destruido por los romanos bajo el mando de Marco Fulvio Nobilior en 190 a. C. Está situada entre Tiermes y Confluenta (Duratón). Existe una necrópolis visigoda en la zona de Estebanvela. Repoblado durante la ocupación árabe en el siglo X se nombra por primera vez con el nombre de Aellon en el año 1076.

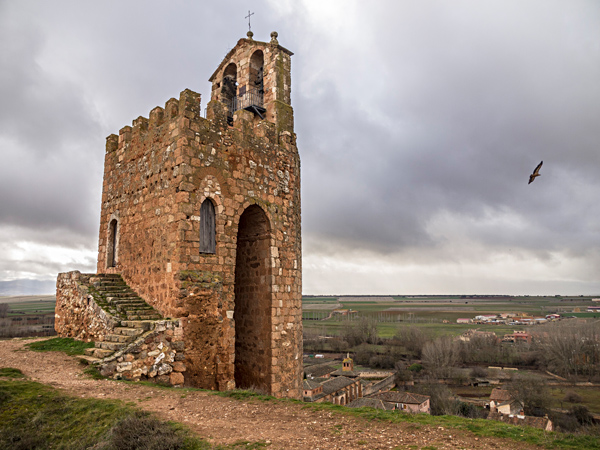
Torre de vigía La Martina

Fue la cabecera de una comunidad de villa y tierra que englobaba pueblos de las actuales provincias de Segovia, Soria y Guadalajara denominada comunidad de villa y tierra de Ayllón. El 8 de abril de 1202 Alfonso VIII, estando en Ayllón, otorga el fuero de Logroño a la villa de Frías (Burgos), localidad que acababa de ser repoblada por impulso real al abrigo de su castillo. En 1337, el rey Alfonso XI y su hermana Leonor, reina viuda de Aragón, con motivo de las discordias, que mediaban entre ésta, y el rey Pedro IV el Ceremonioso. La reina Leonor había huido al reino de Castilla y León, con sus dos hijos, los infantes Fernando y Juan.
El 31 de octubre de 1411, durante la regencia de Catalina de Lancaster, se firmó el Tratado de Ayllón entre España y Portugal, para poner fin a la crisis de 1383-1385 en Portugal y el reconocimiento de Juan I de Avís como rey de Portugal. El 2 de enero de 1412 se aprobaron las llamadas Leyes de Ayllón (o Segundo Ordenamiento de Valladolid), medidas discriminatorias contra los judíos y mudéjares. Poco después fue residencia del condestable Álvaro de Luna, durante el reinado de Juan II de Castilla.
En la época de la trashumancia, Ayllón era una de las dos sedes de reuniones anuales, la de otoño, del Concejo de la Mesta. La mayor parte de los monumentos actuales data de los siglos XV y XVI.
En 2013 ingresó en la asociación de Los Pueblos Más Bonitos de España.

## Demografía
Ayllón cuenta con una población de 1105 habitantes (INE 2024).
| Gráfica de evolución demográfica de Ayllón entre 1842 y 2021 |
| |
| Población de derecho según los censos de población del INE Población de hecho según los censos de población del INEEn 1970 crece el término del municipio porque incorpora a Estebanvela y Santa María de Riaza. En 1976 incorpora a Valvieja. En 1978 incorpora a Saldaña de Ayllón. En 1979 incorpora a Santibáñez de Ayllón y Grado del Pico |

El municipio, que tiene una superficie de 128,95 km², cuenta según el padrón municipal para 2024 del INE con 1105 habitantes y una densidad de 8,57 hab./km².

### Población por núcleos
Desglose de población según el Padrón Continuo por Unidad Poblacional del INE.
| Núcleos              | Habitantes (2024) | Notas |
| -------------------- | ----------------- | --- |
| Ayllón               | 903               | Capital del municipio.                                                                                      |
| Estebanvela          | 77                | Municipio independiente hasta 1970.                                                                         |
| Francos              | 9                 | Municipio independiente hasta aproximadamente 1857, en que se incorporó al extinto municipio de Estebanvela |
| Grado del Pico       | 15                | Municipio independiente hasta 1979.                                                                         |
| Saldaña de Ayllón    | 29                | Municipio independiente hasta 1978.                                                                         |
| Santa María de Riaza | 46                | Municipio independiente hasta 1970                                                                          |
| Santibáñez de Ayllón | 7                 | Municipio independiente hasta 1979.                                                                         |
| Valvieja             | 8                 | Municipio independiente hasta 1976                                                                          |

## Economía

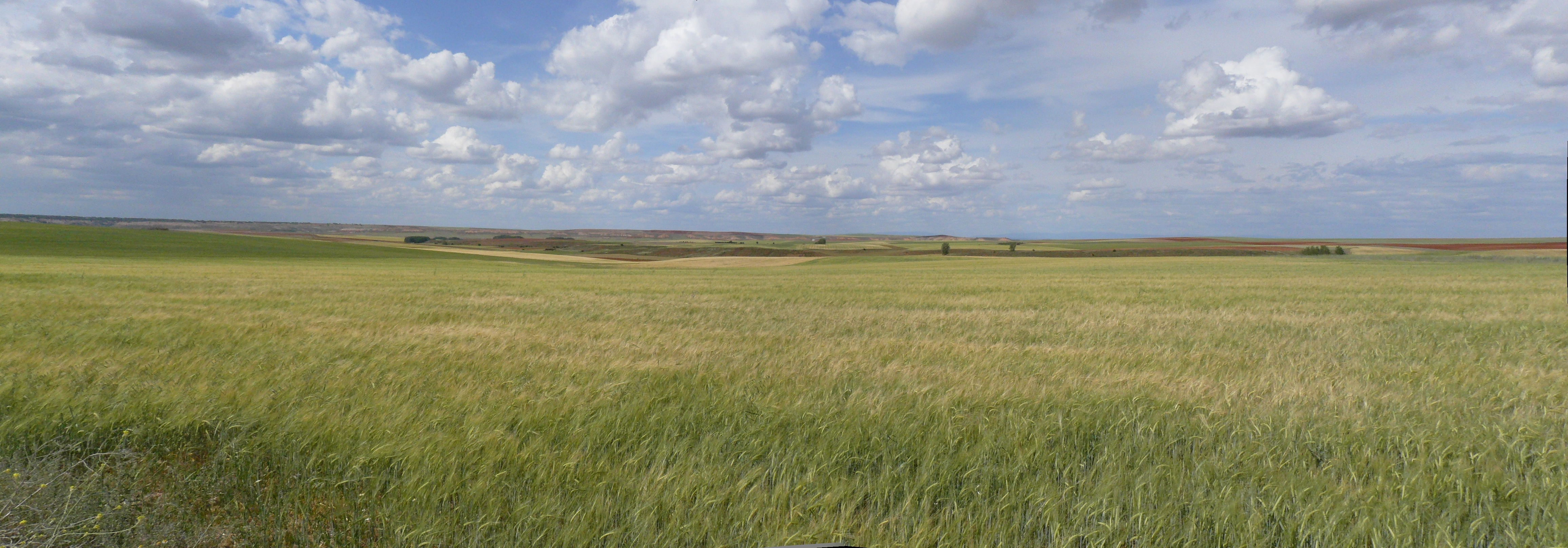
Campos de cereal.

Su economía se basa en la agricultura y en los últimos tiempos se está desarrollando el turismo.
El concepto de deuda viva contempla solo las deudas con cajas y bancos relativas a créditos financieros, valores de renta fija y préstamos o créditos transferidos a terceros, excluyéndose, por tanto, la deuda comercial.
| Gráfica de evolución de la deuda viva del ayuntamiento entre 2008 y 2014                             |
| |
| Deuda viva del ayuntamiento en miles de Euros según datos del Ministerio de Hacienda y Ad. Públicas. |

La deuda viva municipal por habitante en 2014 ascendía a 0 €.

## Símbolos
El escudo heráldico que representa al municipio se blasona de la siguiente manera:

En campo de oro, un manojo de tres cardos, de una cabecera de sinople, floridos de púrpura y liados de sable. Timbrado con corona real cerrada.
Boletín Oficial del Estado n.º 265/1979 de 05 de noviembre de 1979

## Administración y política
| Periodo   | Nombre | Partido | Partido       |
| --------- | --- | ------- | ------------- |

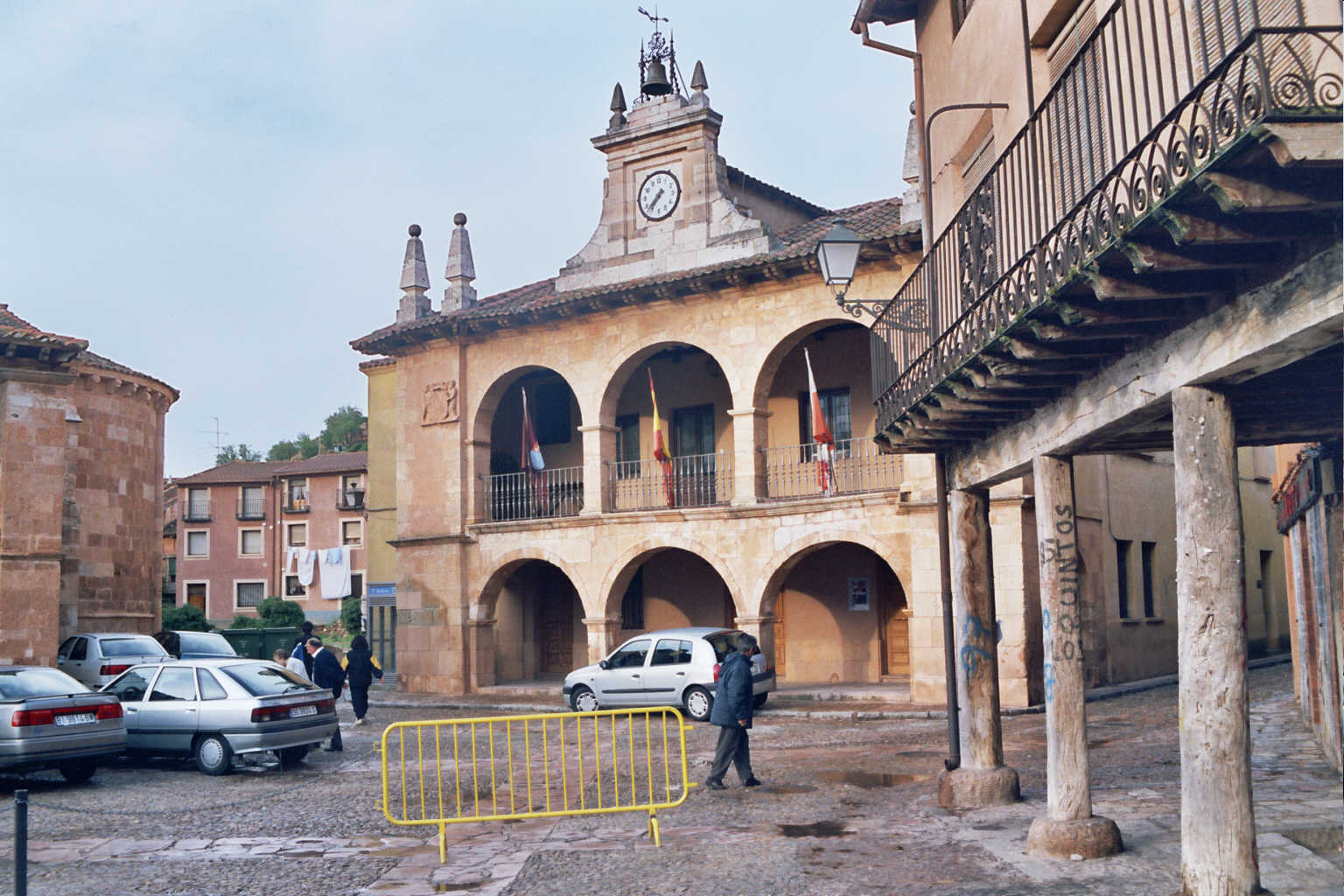
Casa consistorial

| 1979-1983 | Félix Buquerín Gutiérrez                                                                                  |         | UCD           |
| 1983-1987 | Félix Buquerín Gutiérrez                                                                                  |         | AP-PDP-UL     |
| 1987-1991 | Miguel Gómez Arnanz                                                                                       |         | UC-CDS        |
| 1991-1995 | Félix Buquerín Gutiérrez                                                                                  |         | PP            |
| 1995-1999 | Miguel Gómez Arnanz                                                                                       |         | Independiente |
| 1999-2003 | Miguel Gómez Arnanz                                                                                       |         | Independiente |
| 2003-2007 | Dionisio Rico Águeda                                                                                      |         | PSOE          |
| 2007-2011 | Sonia Palomar Moreno                                                                                      |         | PP            |
| 2011-2015 | Sonia Palomar Moreno                                                                                      |         | PP            |
| 2015-2019 | María Jesús Sanz Tomé (2015 - 17 de octubre de 2018)César Buquerín Barbolla (17 de octubre de 2018-2019 ) |         | PSOE PP       |
| 2019-2023 | María Jesús Sanz Tomé                                                                                     |         | PSOE          |
| 2023-act. | Rosalía Martín Pérez                                                                                      |         | PP            |

Elecciones a la Diputación Provincial
El municipio pertenece al distrito electoral del partido judicial de Riaza en la Diputación Provincial de Segovia.

## Patrimonio

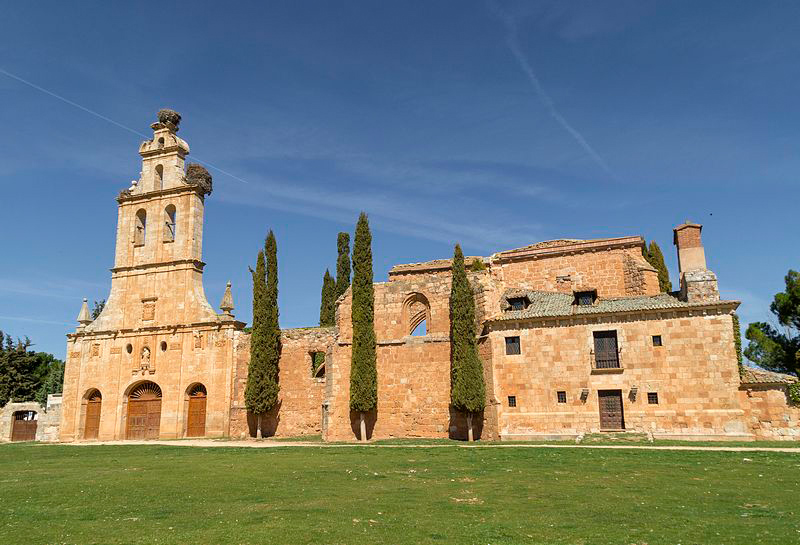
Antiguo convento de San Francisco

El lema de la localidad es «Ayllón, Historia y Arte».

## Fiestas
A lo largo del año se celebran varias fiestas de interés cultural:
- Fiestas de San Miguel, en las que se honra a su patrón San Miguel.
- Desde 1996, el último fin de semana de julio se celebra el "Ayllón Medieval". Durante dos días el ritmo del pueblo se traslada a los tiempos del rey Juan II de Castilla y Álvaro de Luna, condestable de Castilla.
- Desde 2018, en julio, se celebra anualmente el festival Fogo Rock.

## Ciudades hermanadas
- Sainte-Maure-de-Touraine (Francia)[18]